# Giovanni Battista Ferrandini
Giovanni Battista Ferrandini (1710, Benátky – 25. listopadu 1791, Mnichov) byl italský hudební skladatel.

## Život
Ferrandini vyrůstal v benátském sirotčinci Ospedale dei Mendicanti, kde byl jeho učitelem Antonino Biffi. Ve věku pouhých 12 let získal práci jako hobojista u dvora Ferdinanda Maria Innozenze von Bayern v Mnichově. Zde dále studoval u Pietra Torriho (1650-1737) a Giuseppa Antonia Bernabeie (1649-1732). V roce 1732 byl jmenován dvorním komorním skladatelem a v roce 1737 ředitelem komorní hudby.
Pro slavnostní otevření nového divadla Residenztheateru, které postavil François de Cuvilliés (1695-1768), složil operu Catone v Utice. V roce 1755 Ferrandini opustil Mnichov a přestěhoval se do Padovy. Jako důkaz jeho proslulosti lze uvést, že jej v roce 1771 navštívili Leopold Mozart se synem Wolfgangem Amadeem. V roce 1788 se vrátil do Mnichova, kde o tři roky později zemřel.

## Dílo

### Jevištní díla
- Gordio (libreto Perozzo da Perozzi, dramma per musica, 1727, Mnichov)
- Il sacrificio invalido (libreto Perozzo da Perozzi, dramma per musica, 1729, Nymphenburg)
- Colloquio pastorale (libreto Perozzo da Perozzi, serenata, 1729, Nymphenburg)
- Berenice (libreto Leopoldo de Villati, dramma per musica, 1730, Mnichov)
- Scipione nelle Spagne (libreto Apostolo Zeno, dramma per musica, 1732, Mnichov)
- Ipermestra (libreto Antonio Salvi, dramma per musica, 1736, Mnichov)
- Adriano in Siria (libreto Pietro Metastasio, dramma per musica, 1737, Mnichov)
- Demofoonte (Metastasio, dramma per musica, 1737, Mnichov)
- Artaserse (dramma per musica, 1739, Mnichov)
- Componimento dramatico per l'incoronazioe di Carlo VII (12. 2. 1742, Frankfurt nad Mohanem)
- Catone in Utica (Metastasio, dramma per musica, 1753, Mnichov)
- Diana placata (Metastasio, serenata, 1755, Mnichov)
- Demetrio (Metastasio, dramma per musica, 1758)
- Talestri (libreto Maria Antonia Walpurgis, opera drammatica, 1760, Mnichov)

### Kantáty
- 36 kantát pro zpěv a basso continuo (1739)
- 39 kantát pro zpěv a basso continuo (1753)
- Kantáta Il pianto di Maria, dříve připisovaná Georgu Friedrichu Händelovi (HWV 234).

### Instrumentální skladby
- Op. 1: 6 sonát pro příčnou flétnu a basso continuo
- Op. 2: 6 sonát pro příčnou flétnu, hoboj nebo housle a basso continuo
- 25 symfonií
- 3 triové sonáty
- 2 Dilettamenti da camera
- 1 Divertimento pro dvoje housle a basso continuo